# Hotgojd
Gli Hotgojd (mongolo: Хотгойд; in russo Хотогойты, Khotogojty) o Khotgoid sono una tribù del nord-ovet della Mongolia. Vivono approssimativamente nella zona tra il lago Uvs Nuur e il fiume Delgermörön, nelle province di Uvs, Zavhan e Hôvsgôl. Sono uno dei maggiori gruppi che compongono gli halh (khalkha).

## Storia
Il più famoso governatore degli hotgojd fu probabilmente Ubashi Huang Taizi, Altan Khan degli Hotgojd (da non confondersi con Tùmėdijn Altan Khan), che ebbe successo nell'assoggettare i kirghisi yenisei e nel sospingere gli oirati fuori dai loro domini nella Mongolia occidentale. A metà del XVII secolo, a causa degli scontri con il vicino Zasagtu khan, gli hotgojd furono debellati e cessarono di esistere come separata unità politica, di conseguenza furono frequentemente invasi sia dai khalka che dagli oirati.